# 숙박계약
숙박계약이란 투숙객과 공중접객업자간 숙박을 목적으로 하는 계약이다.

## 판례
숙박업자는 통상의 임대차와 같이 단순히 여관 등의 객실 및 관련 시설을 제공하여 고객으로 하여금 이를 사용, 수익하게 할 의무를 부담하는 것에서 한 걸음 더 나아가 고객에게 위험이 없는 안전하고 편안한 객실 및 관련 시설을 제공함으로써 고객의 안전을 배려하여야 할 보호의무를 부담한다

## 같이 보기
- 주의의무